# Cathédrale Notre-Dame-de-Nazareth de Vaison-la-Romaine
Pour les articles homonymes, voir Cathédrale Notre-Dame-de-Nazareth, Cathédrale Notre-Dame et Notre-Dame.
La cathédrale Notre-Dame-de-Nazareth est une cathédrale catholique romaine située à Vaison-la-Romaine, dans le département français de Vaucluse en région Provence-Alpes-Côte d'Azur.
Elle ne doit pas être confondue avec l'autre cathédrale de la ville, la cathédrale Sainte-Marie-de-l'Assomption. Elle illustre diverses phases par laquelle est passé l'art chrétien depuis son origine jusqu'au XVe siècle et laisse présager d'une certaine grandeur de la ville jusqu'au Moyen Âge. Elle fait l'objet d'un classement au titre des monuments historiques depuis 1840.

## Historique
L'architecture mérovingienne, le style roman et le style gothique s'y côtoient. Son intérieur est élégant et l'architecture est noble, mais sa décoration a été saccagée par deux de ses évêques qui, pour enrichir leur palais épiscopal, se sont conduits en vandales. L'un l'a dépouillée de son jubé et l'autre enleva au chœur ses marbres. L'abside à la décoration en colonnes antiques nous est restée à peu près intacte. Voûtée en petit appareil, elle rappelle l'église mérovingienne primitive. Ses deux absidioles l'accompagnent et lui sont contemporaines. Dans celle du nord, un autel tabulaire, richement décoré, passe pour être la pièce la plus artistique de la cathédrale. En 1897, elle devient église paroissiale.
Depuis 2009, elle est le siège de l'évêque titulaire de Vaison.

## Architecture extérieure

### Chevet et clocher
À l'est, la cathédrale présente un chevet tripartite constitué d'une abside rectangulaire flanquée de deux absidioles semi-circulaires. 
L'abside, composée d'un épais massif rectangulaire de maçonnerie en moellons très irréguliers que soutiennent deux petits contreforts,, est percée d'une fenêtre axiale de style ogival tandis que les absidioles sont percées de petites fenêtres cintrées. 
Les fondations de l'abside, mises à nu, montrent des tronçons de colonnes antiques. Le pignon triangulaire qui surmonte l'abside est orné d'une frise sculptée, d'une frise de denticules et d'un pilastre cannelé. 
Un clocher carré s'élève au-dessus de la dernière travée du collatéral nord, contre l'absidiole septentrionale,. La partie supérieure de ce clocher est percée de trous de boulin et ornée d'une frise de rinceaux, d'une corniche à modillons et d'ouvertures décorées de colonnettes. Les ornements de la frise du clocher rappellent ceux du portail de l'église Saint-Michel de Salon-de-Provence.
Dans la face orientale de cette tour d'apparence crénelée est encastré le cippe funéraire à portrait de Publius Atilius Ingenuus,,.

Chevet, pignon et clocher
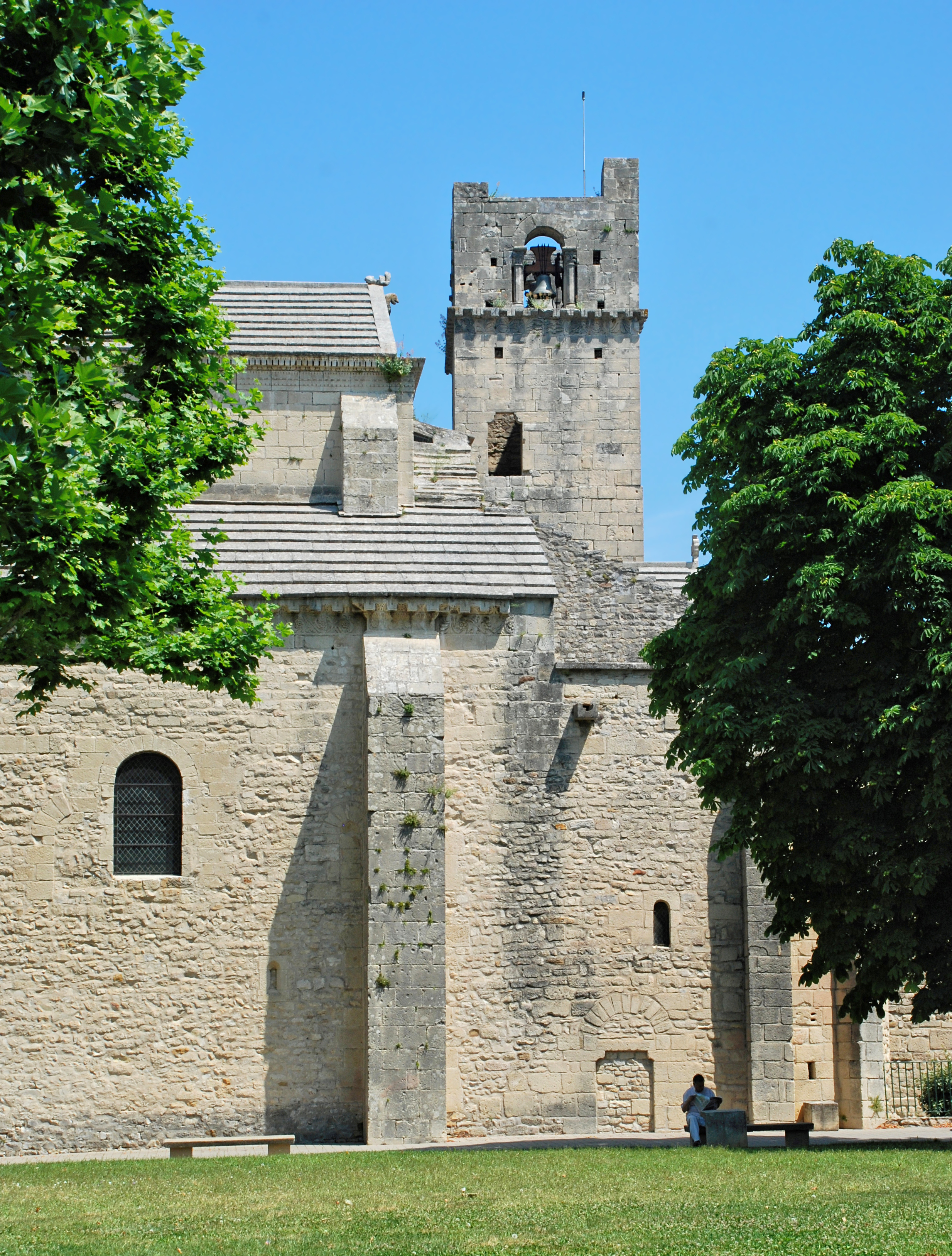
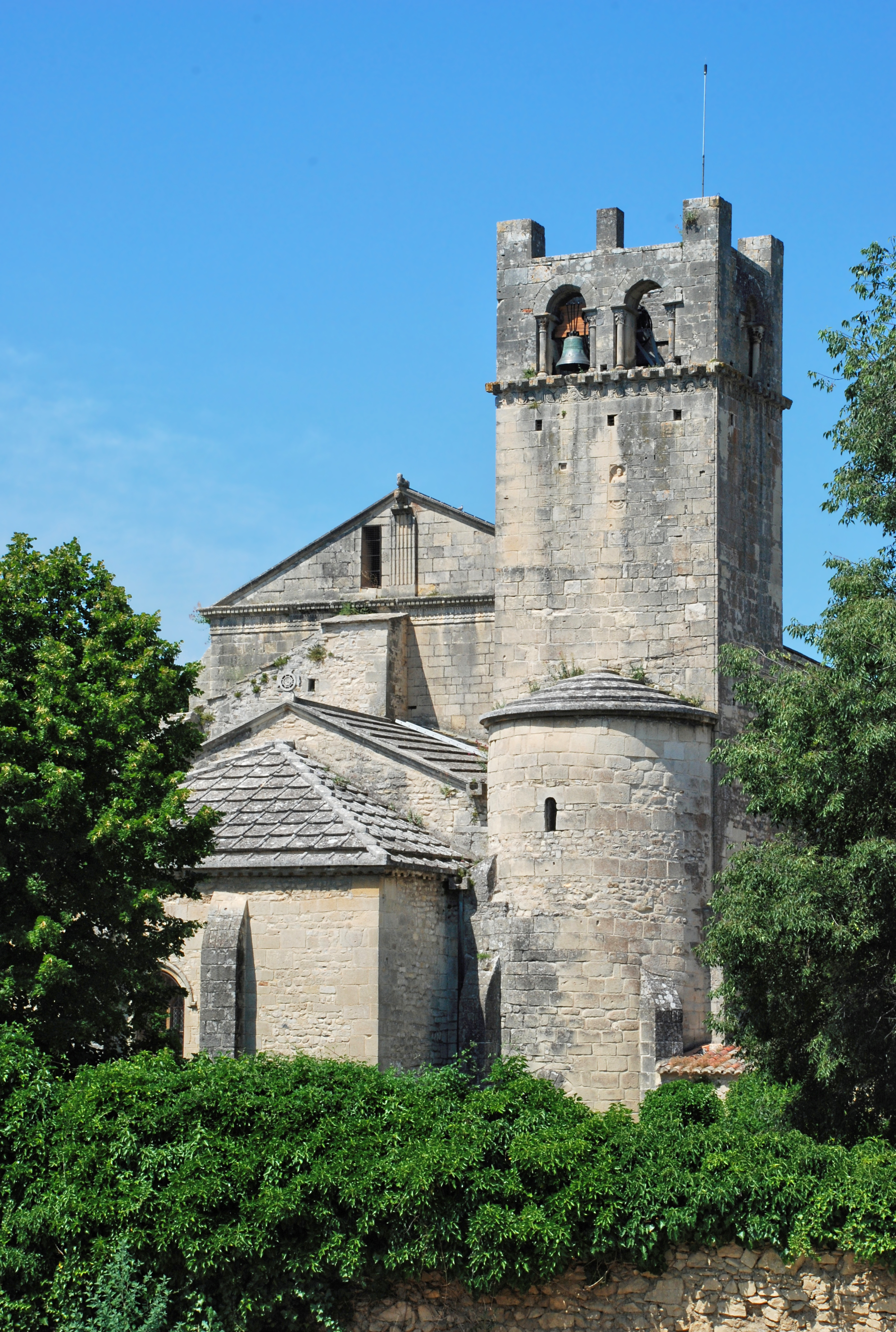
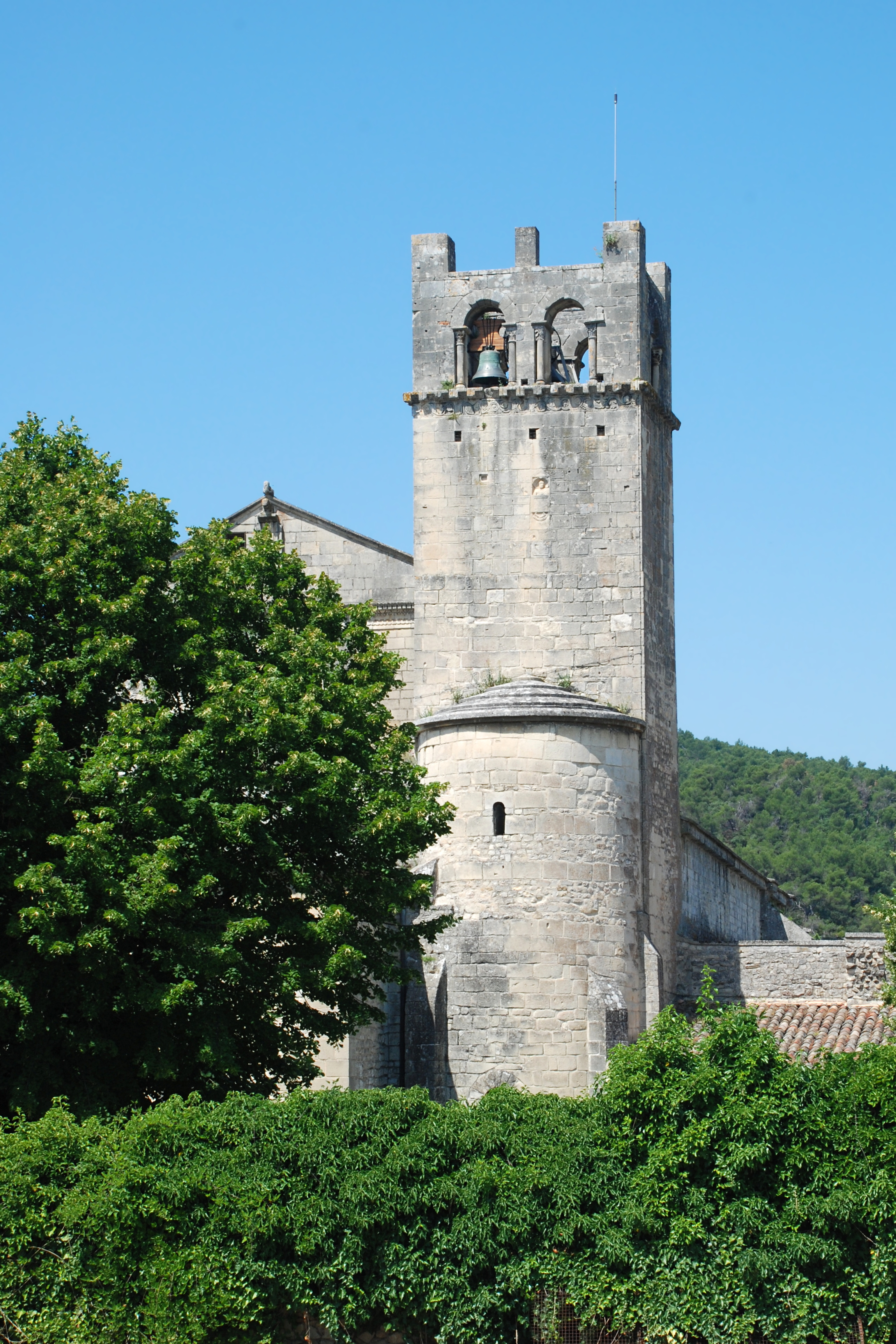
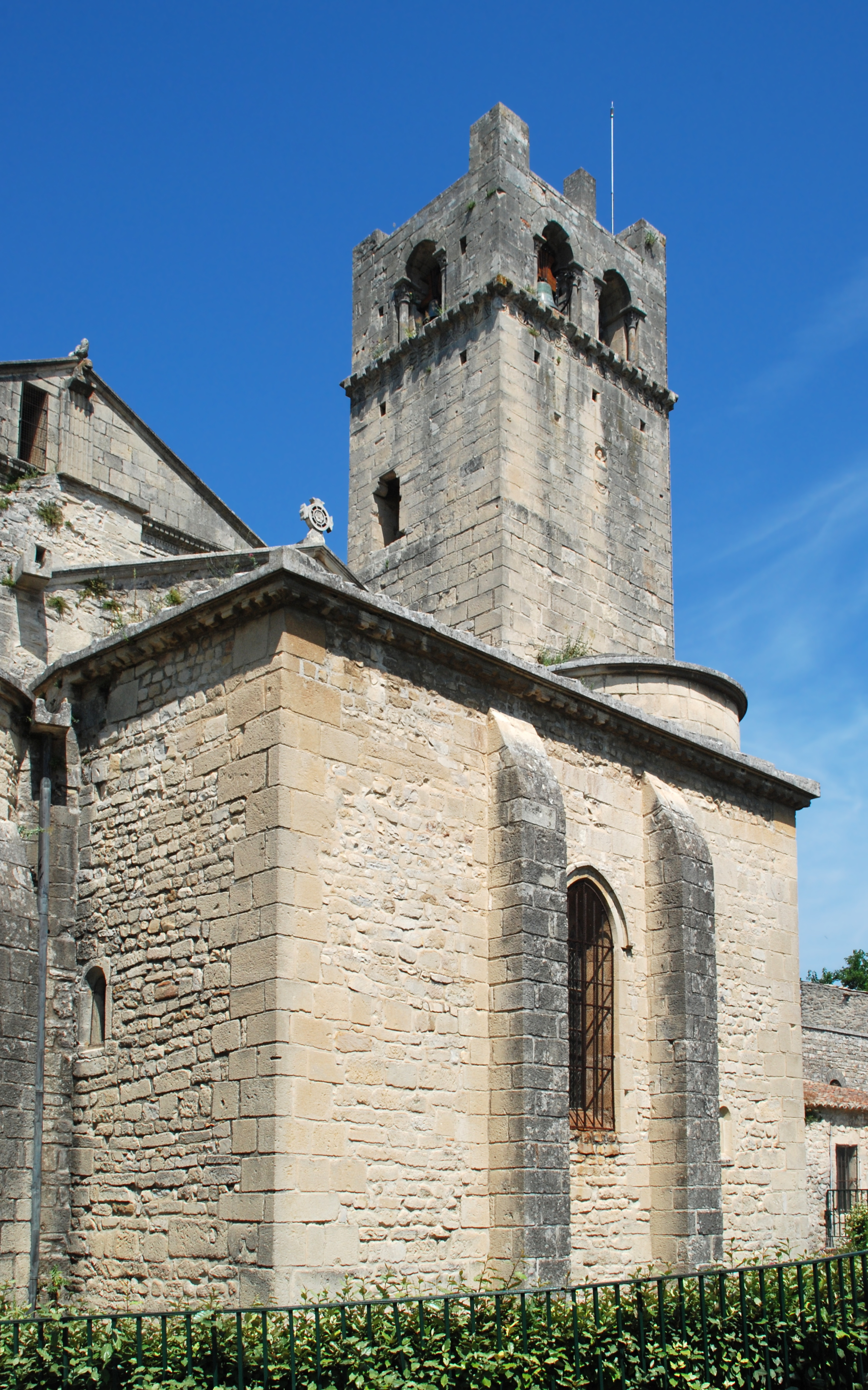

### Cloître

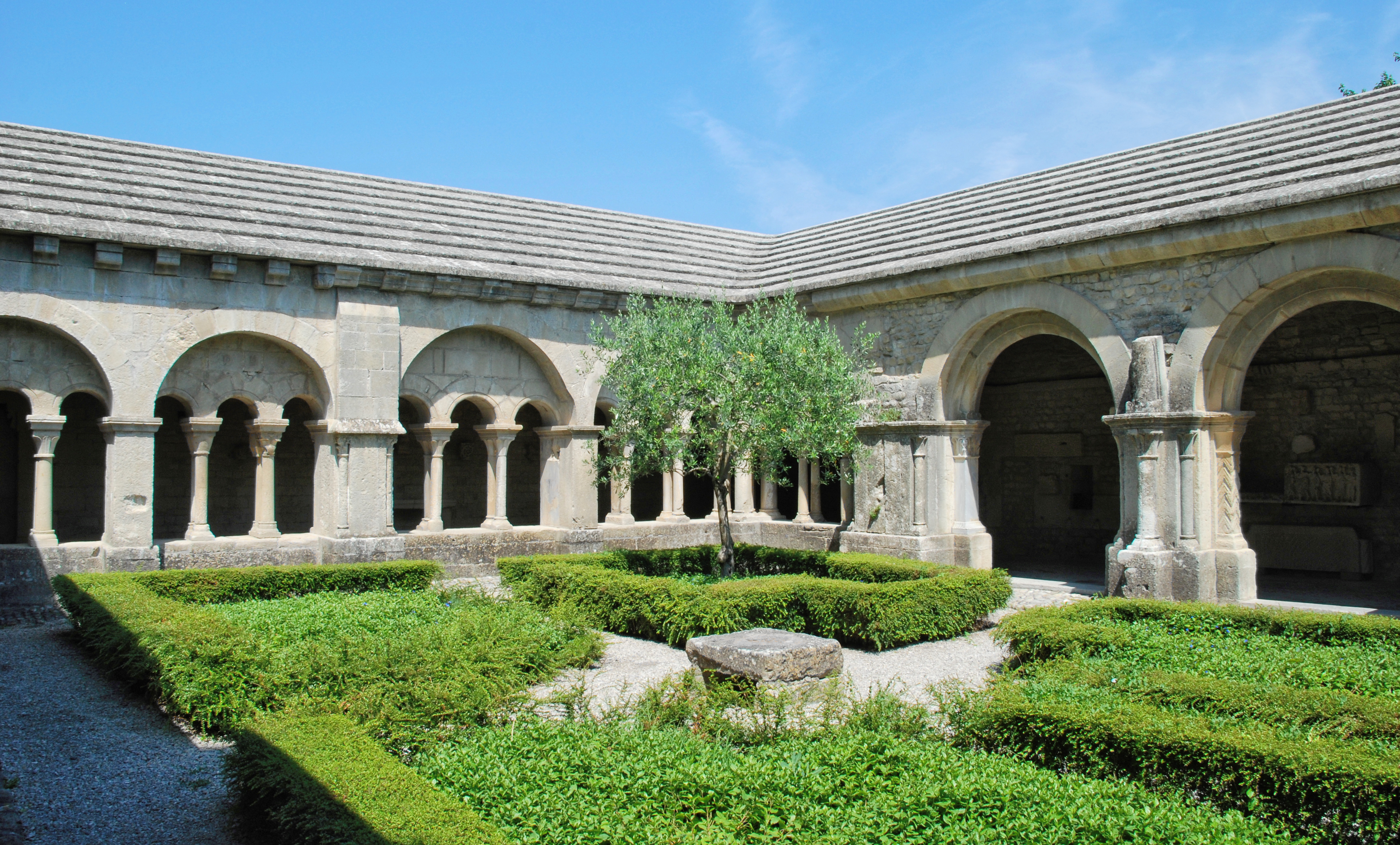
Galeries occidentale et septentrionale.

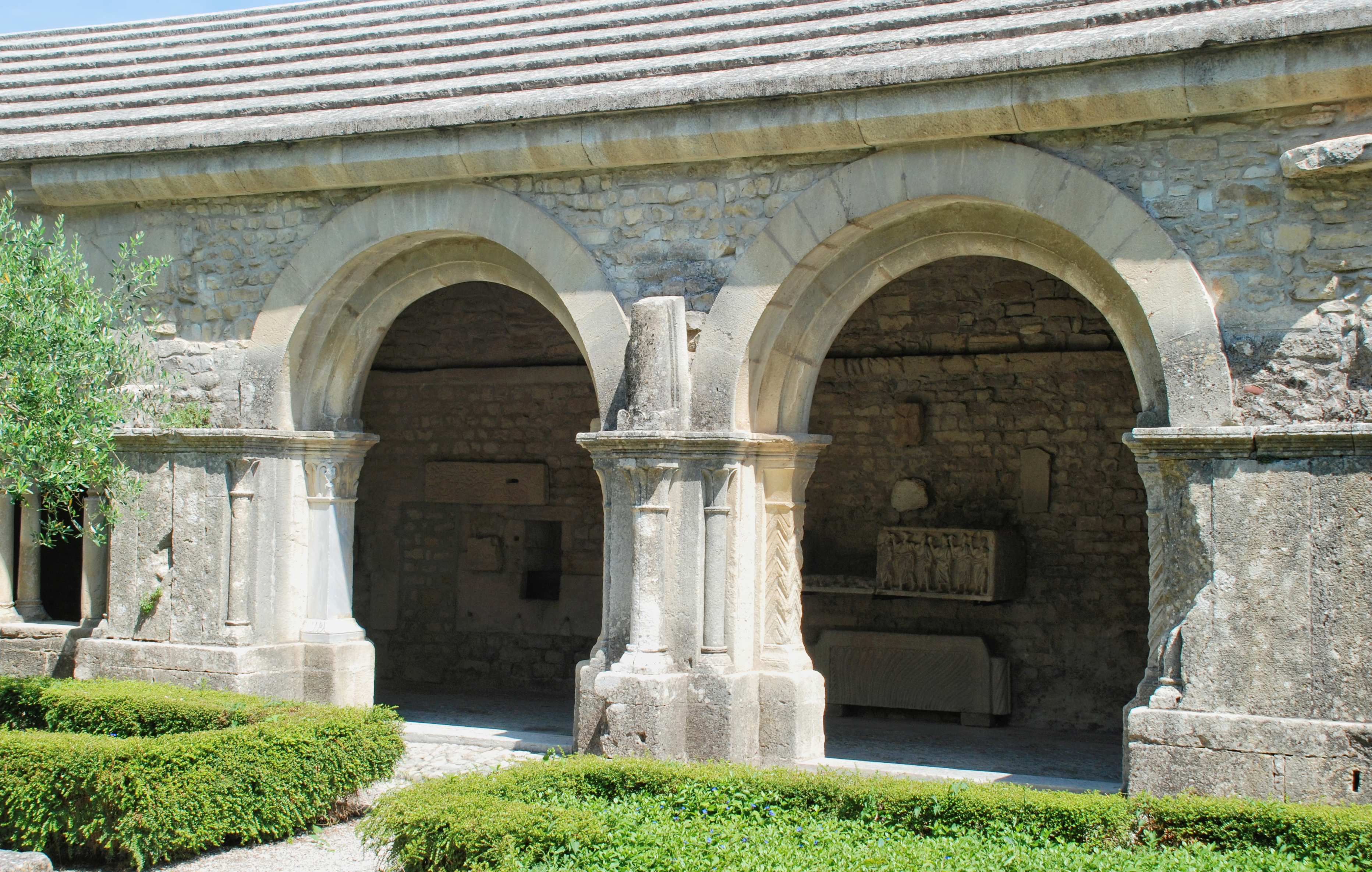
Grandes arcades de la galerie septentrionale.

Accolé à la façade septentrionale de la cathédrale, le cloître comporte quatre galeries sans étage entourant un jardin,. Ce cloître, qui communique avec la cathédrale par deux petites portes, desservait jadis les logements, le réfectoire, le dortoir et la salle capitulaire des douze chanoines appartenant au chapitre, mais ces locaux ont aujourd'hui disparu,,.
La fondation du cloître et des bâtiments qui ont servi au logement des chanoines remonte au premier quart du XIe siècle : cette première édification du cloître peut être datée précisément de 1010 à 1030. Le cloître a été tellement restauré qu'il est bien difficile d'en dater les différentes parties. Certaines colonnettes de la galerie occidentale au fût dépourvu de base pourraient remonter au XIe siècle mais il serait excessif d'affirmer qu'elles remontent toutes à cette époque : « au début du XIIIe siècle, en effet, quand les chanoines relevèrent les murs de leurs habitations dévastées, ils réédifièrent presque entièrement les galeries du cloître ». La galerie méridionale, longeant le collatéral nord de l'église a été entièrement détruite et a été réédifiée lors d'une restauration de la cathédrale et du cloître opérée au XIXe siècle. 
Les galeries du cloître sont ajourées de petites arcades groupées par trois sous de puissants arcs de décharge cintrés, sauf le centre de la galerie septentrionale, qui est percé de deux grandes baies cintrées.
De nombreuses colonnettes sont surmontées de chapiteaux à feuilles d'eau, mais certains chapiteaux sont figuratifs, dont plusieurs chapiteaux de la galerie orientale que l'on peut dater du début du XIIIe siècle.
Comme le souligne L.-H. Labande « On notera que certains fûts de colonnettes et quelques pilastres, surtout dans les galeries de l'est et du nord, sont en très beau marbre blanc. Il est certain que le constructeur du XIIIe siècle s'est approvisionné dans les ruines de monuments antiques, qui, à Vaison comme à Arles et en beaucoup d'autres endroits, servaient de carrière ».
Le cloître, dont la quiétude fait un agréable lieu de visite à l'atmosphère sereine, sert actuellement de dépôt lapidaire,. Y sont conservés les restes du monument à Guillaume II de Cheisolme et à Guillaume III de Cheisolme, évêques de Vaison.

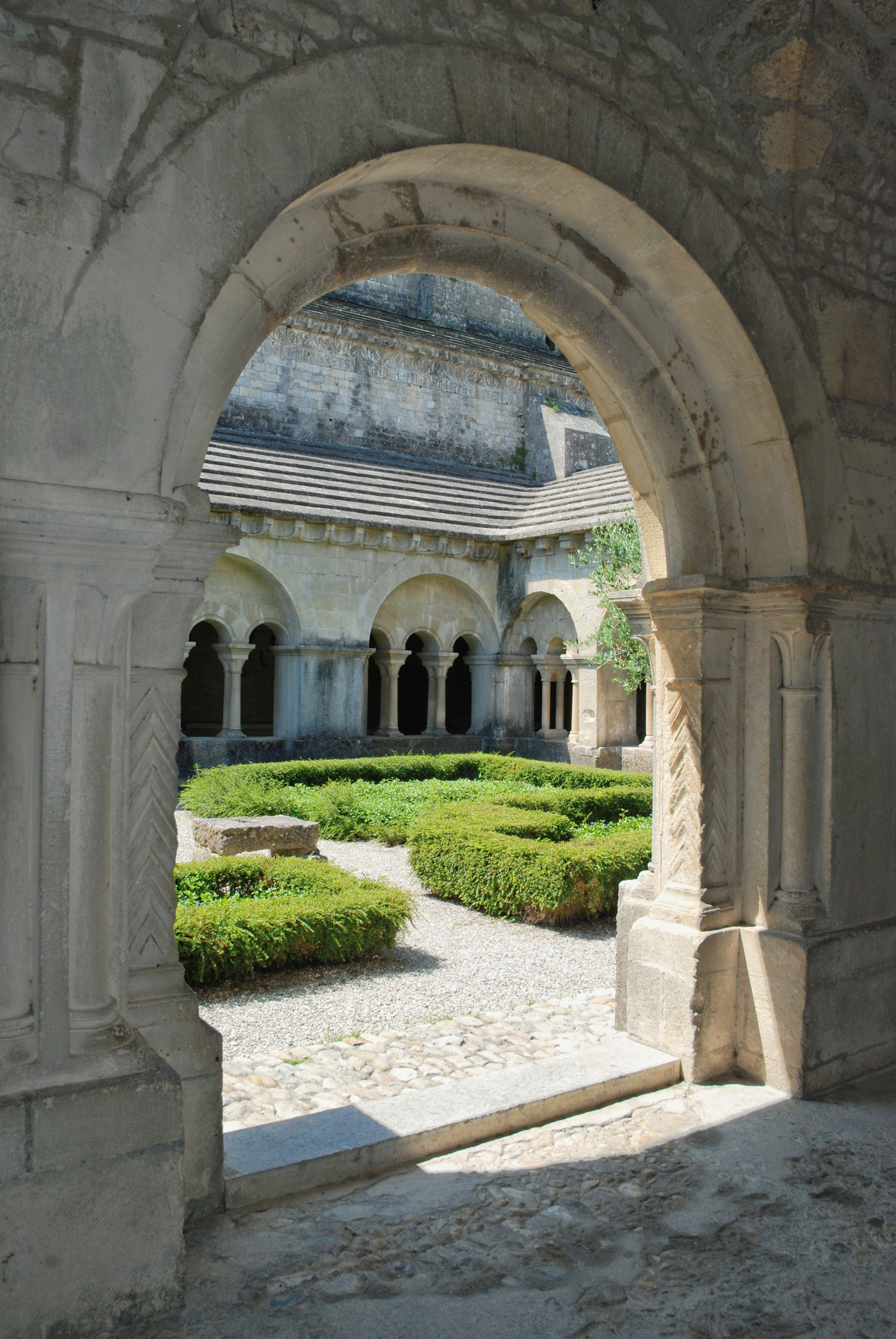
Le jardin vu depuis la galerie nord.
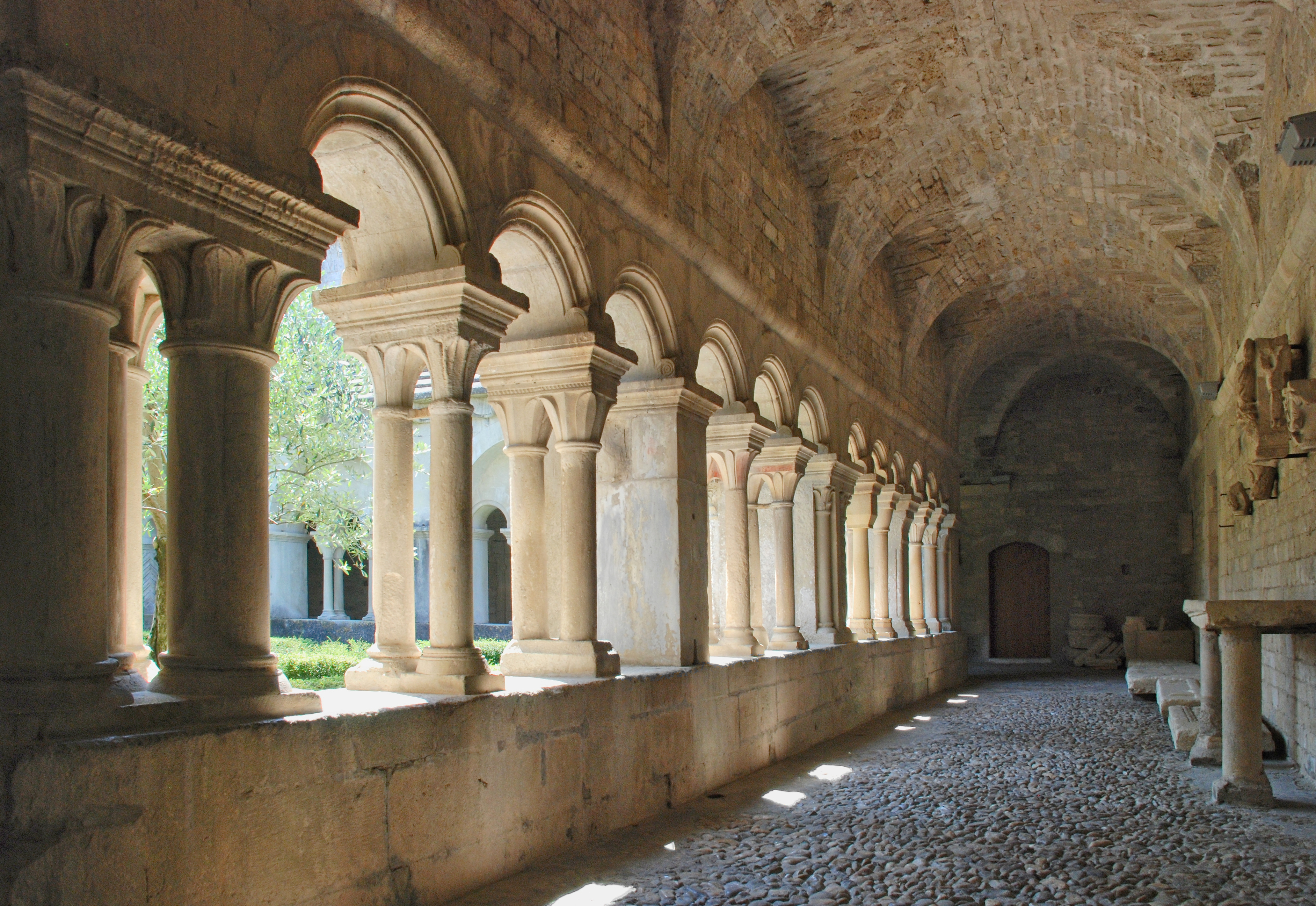
Galerie sud.
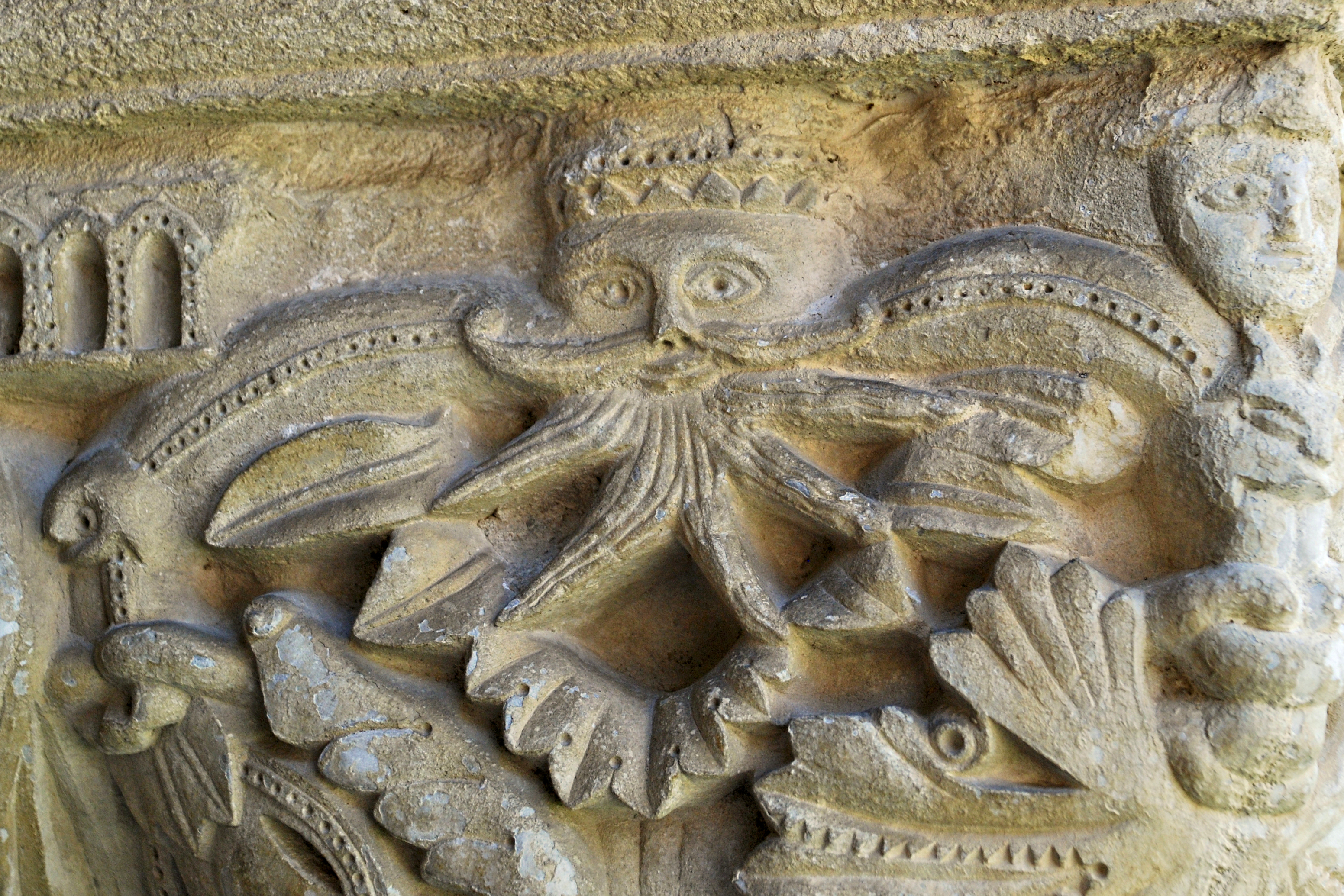
Détail d'un chapiteau de la galerie orientale.

### Façade méridionale
La cathédrale présente au sud, face à l'avenue Jules Ferry, la haute façade du collatéral sud, édifiée en moellons et soutenue par quatre hauts contreforts en pierres de taille marquées de nombreuses marques de tâcheron.
Cette façade est percée d'une porte dont les larges piédroits ornés de belles marques de tâcheron (dont de belles croix à mi-hauteur) portent un grand arc en plein cintre dont les claveaux très réguliers encadrent un tympan plat. L'extrados est protégé par un larmier constitué de pierres irrégulières en forte saillie. Cette porte est surmontée d'une belle fenêtre cintrée entourée, elle aussi, de nombreuses marques de tâcheron très visibles.
La façade du collatéral est sommée d'une belle frise de rinceaux et d'une corniche à faux modillons décorés de rinceaux et de palmettes.
Au-dessus de la façade du bas-côté, et en retrait par rapport à celle-ci, la partie haute de la façade de la nef est édifiée en pierre de taille assemblée en grand appareil et percée de belle fenêtres ornées de fines colonnettes à l'ornementation torsadée dont les chapiteaux portent un arc en plein cintre très orné. Cette façade se termine par une frise plate composée de bandeaux séparés par des rangs de perles, et une corniche ornée d'oves, de denticules et de rais-de-cœur.

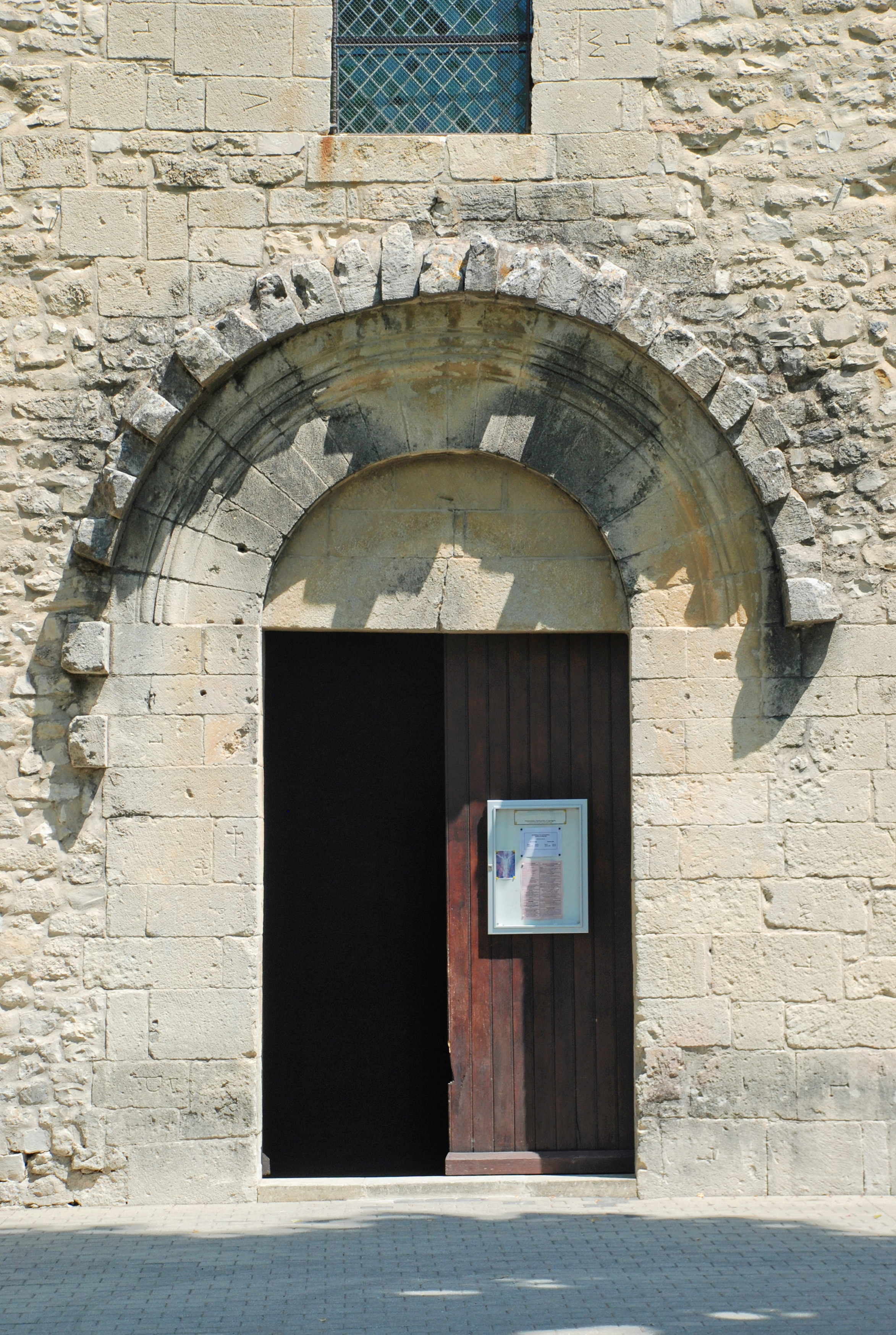
Porte méridionale.
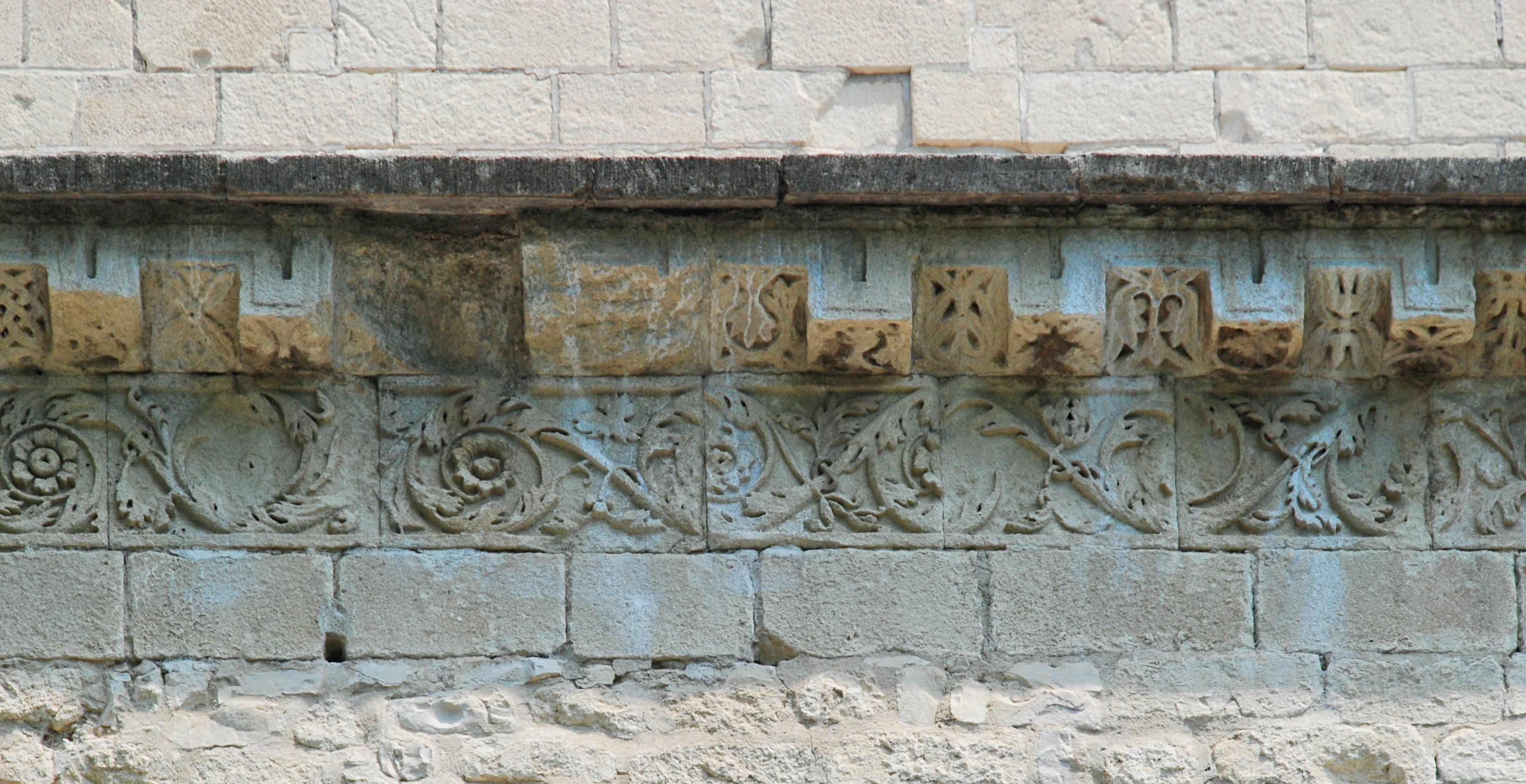
Frise de rinceaux et corniche à faux modillons de la façade du collatéral sud.
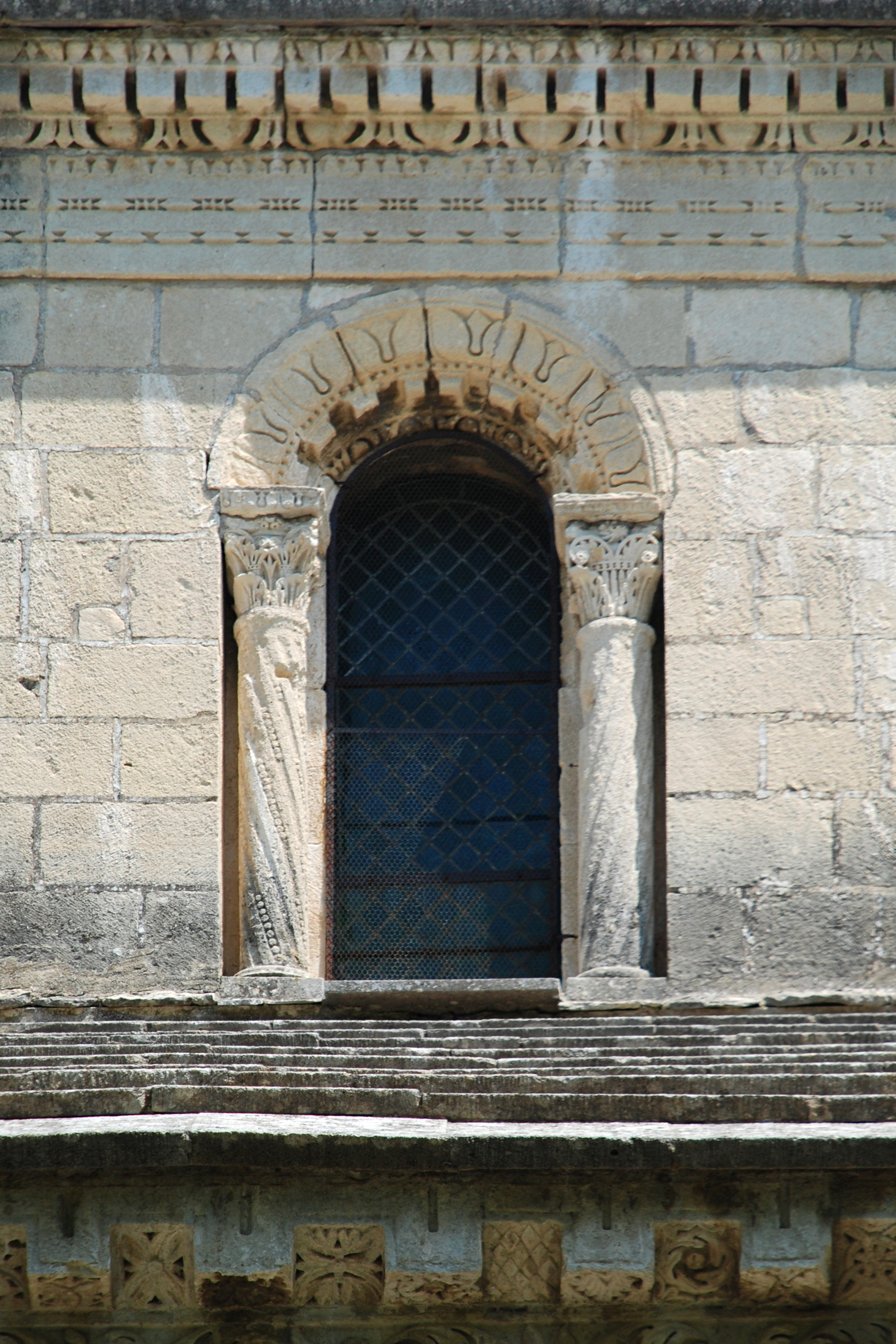
Fenêtre haute de la nef.

## Architecture intérieure

### Abside

#### Plan en arc outrepassé
L'abside et ses absidioles présentent un intérêt historique majeur, car elles sont une des preuves de ce que l'arc outrepassé n'est pas d'origine orientale, mais est une évolution de l'arc en plein cintre, apparue durant le Bas-Empire romain et utilisé par l'architecture paléochrétienne comme ici où on le trouve en plan dans l'abside et les absidioles à la fin du Ve siècle,.
Selon l'historien de l'art André Corboz « cet arc en fer à cheval s'employait déjà au Bas-Empire, en plan comme en élévation ; il n'est donc pas nécessaire de recourir à la Syrie pour expliquer sa présence à l'abside de Notre-Dame-de-Nazareth de Vaison (Vaison, fin du Ve siècle) et si les Arabes l'ont également employé, c'est après les architectes des rois visigots (sic) ».

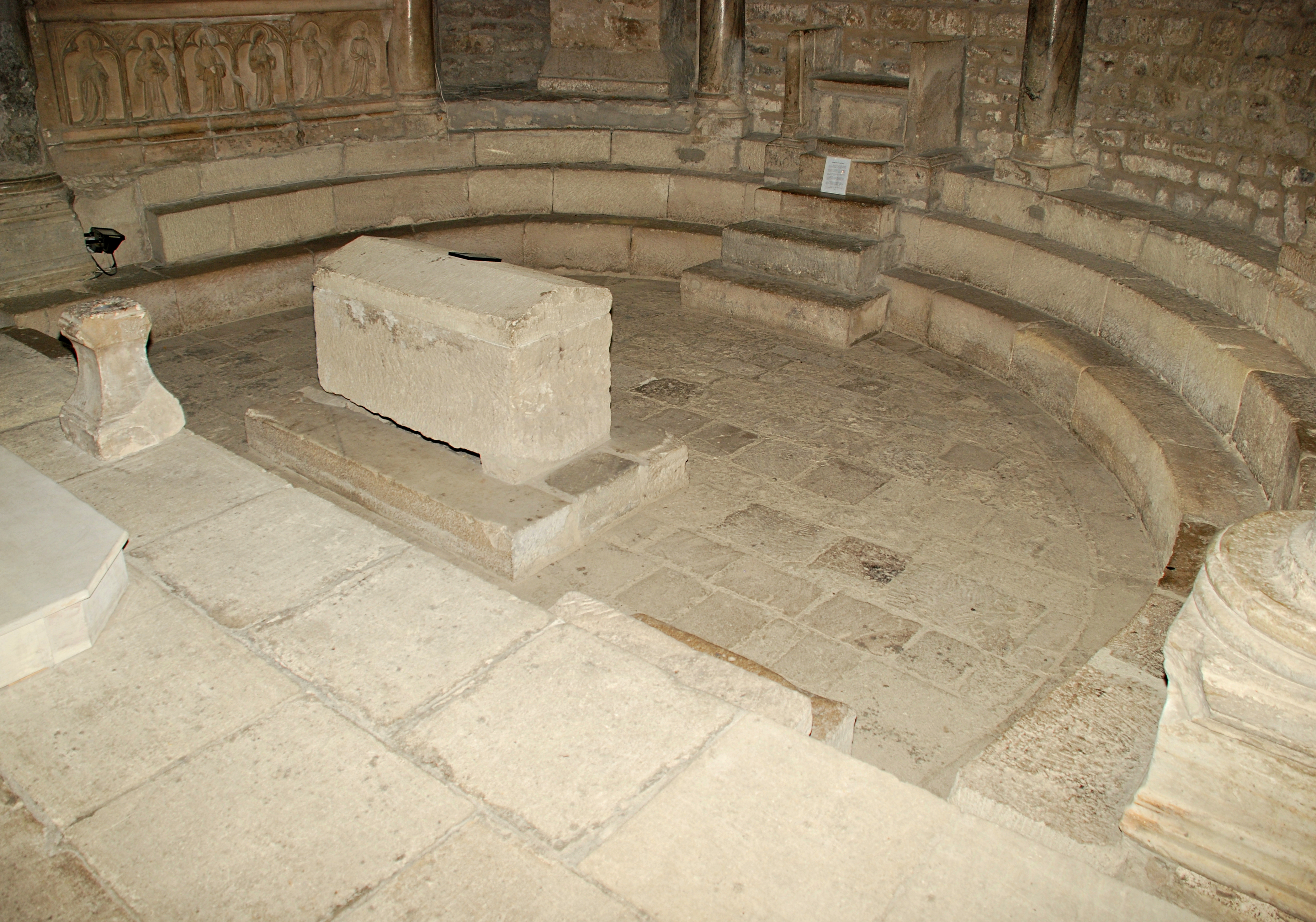
Abside de plan outrepassé de la cathédrale Notre-Dame-de-Nazareth de Vaison.
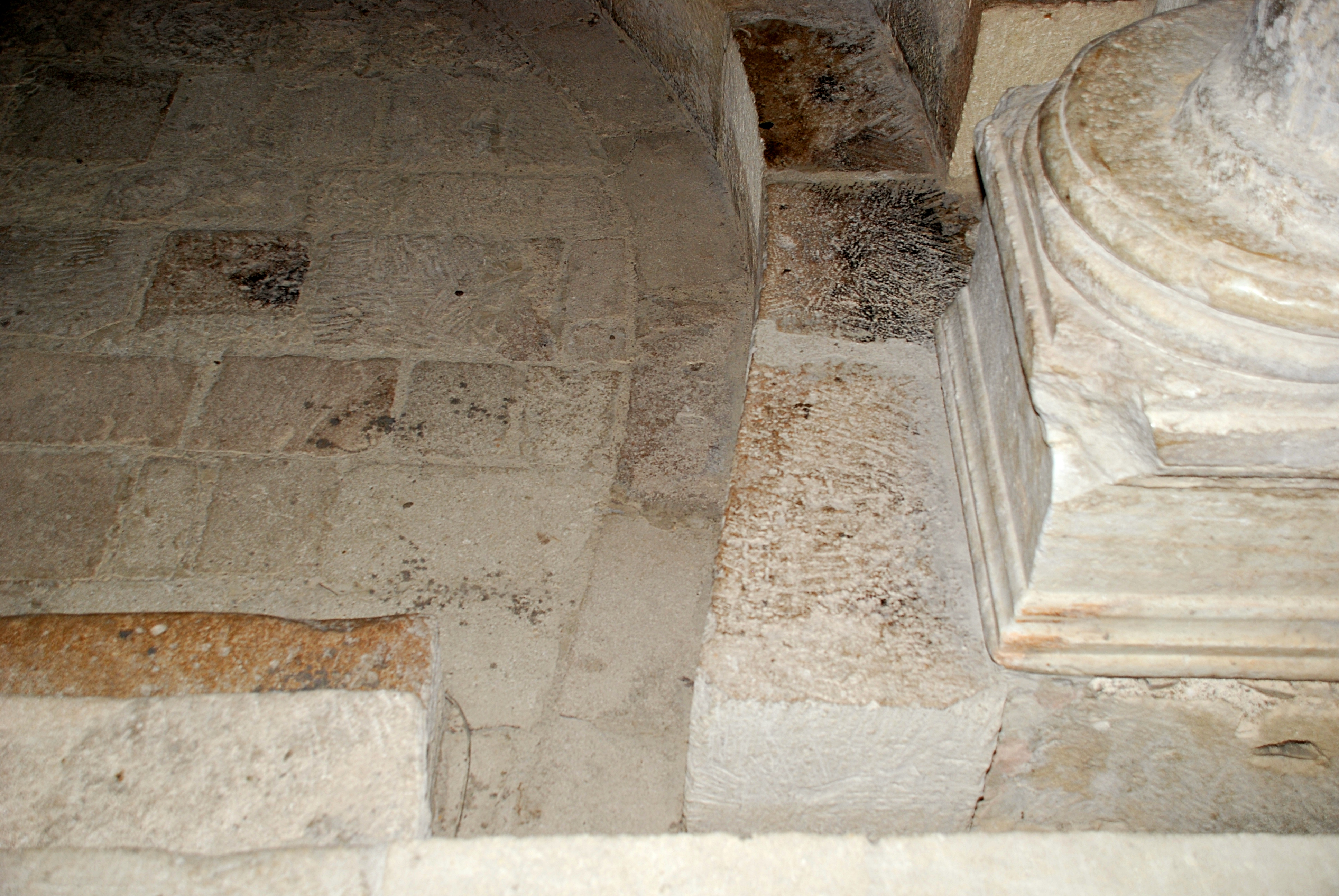
Point de naissance de l'arc outrepassé en plan de l'abside.

#### Maçonnerie et ornementation
L'abside principale, couverte d'une voûte en cul-de-four, montre un moellonnage se rapprochant du petit appareil gallo-romain, mais moins régulier. 
Elle est décorée de cinq arcatures en plein cintre dont les claveaux reposaient initialement sur six colonnes en marbre blanc ou gris, probablement « arrachées à quelque édifice antique ». 
Comme le décrit L.-H. Labande « plusieurs de ces arcatures primitives ont été modifiées : la première à gauche a été agrandie et a perdu une de ses colonnes, dans la seconde moitié du XIVe siècle, pour faire place à un tombeau épiscopal ; sous la seconde on a creusé, peut-être au XIIIe siècle, une espèce de niche profonde, probablement destinée au rangement des objets du culte; elle a été éclairée par une petite fenêtre en plein cintre, aujourd'hui aveuglée; enfin, l'arcature du milieu a été surélevée au XVe siècle pour servir d'encadrement à la fenêtre principale, que l'on a agrandie à cette époque ».
Au fond de l'abside, précédé de trois marches, trône le siège épiscopal en pierre entouré des trois degrés du banc presbytéral.

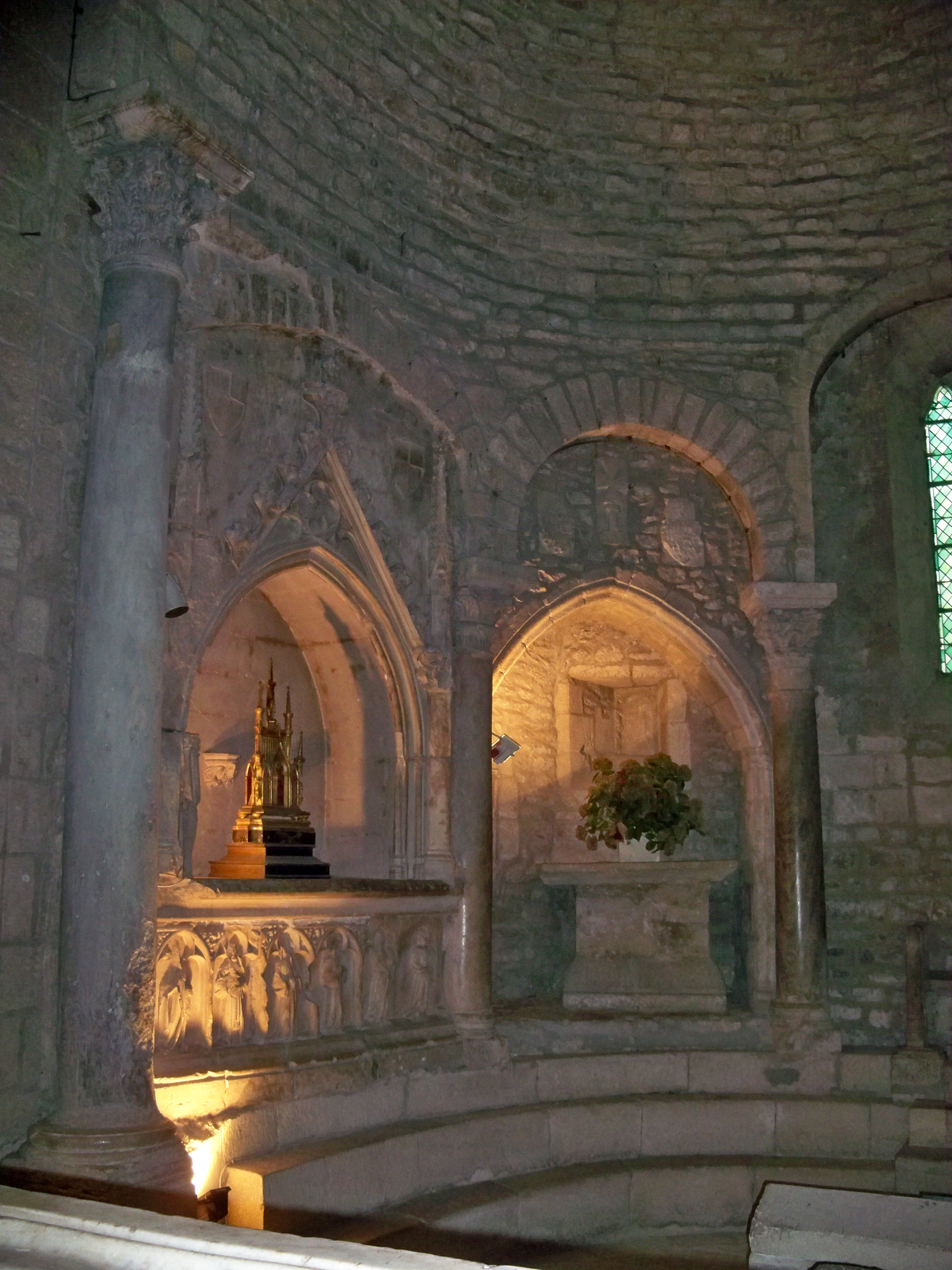
Tombeau épiscopal et niche.
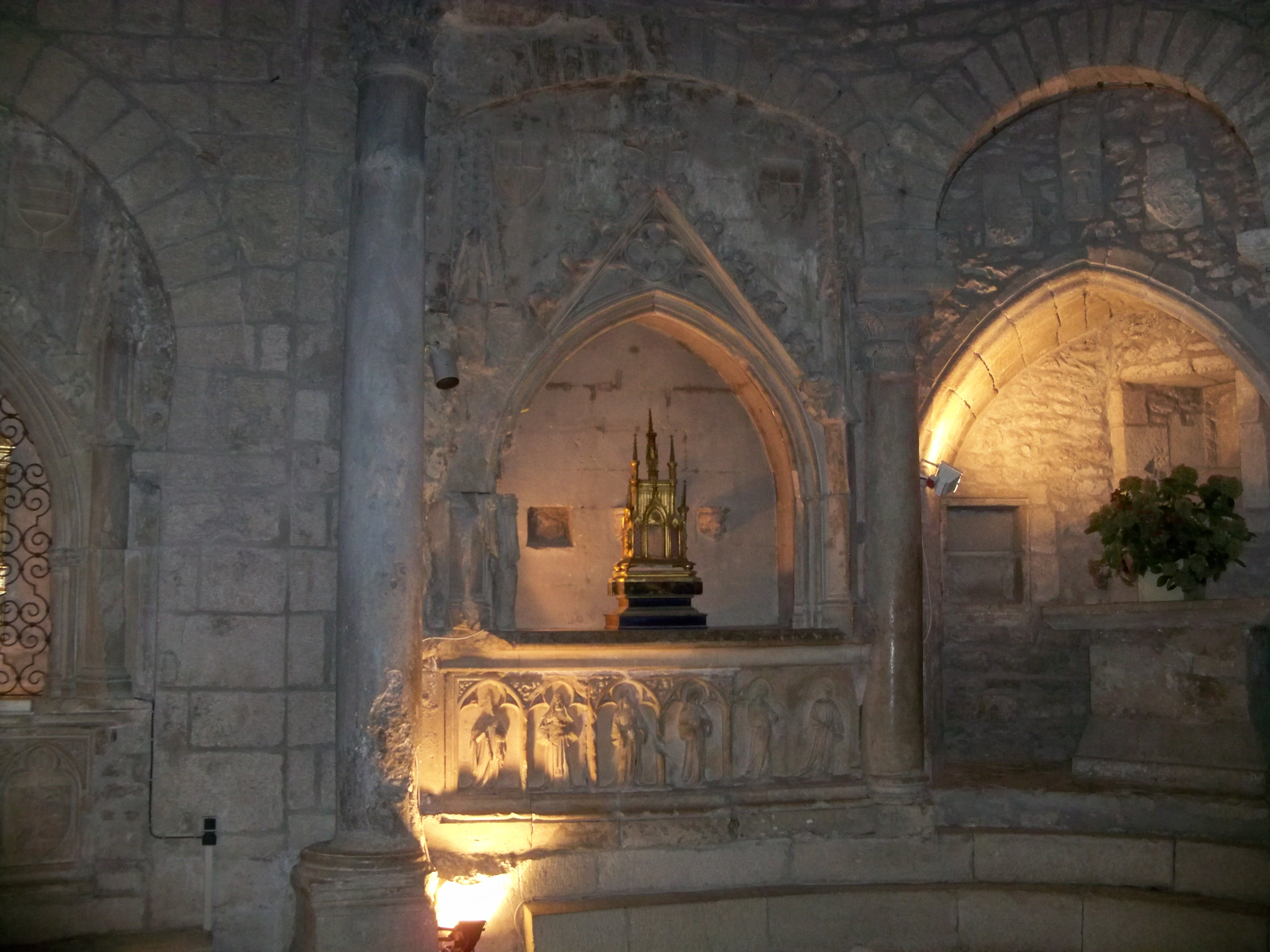
Tombeau épiscopal.
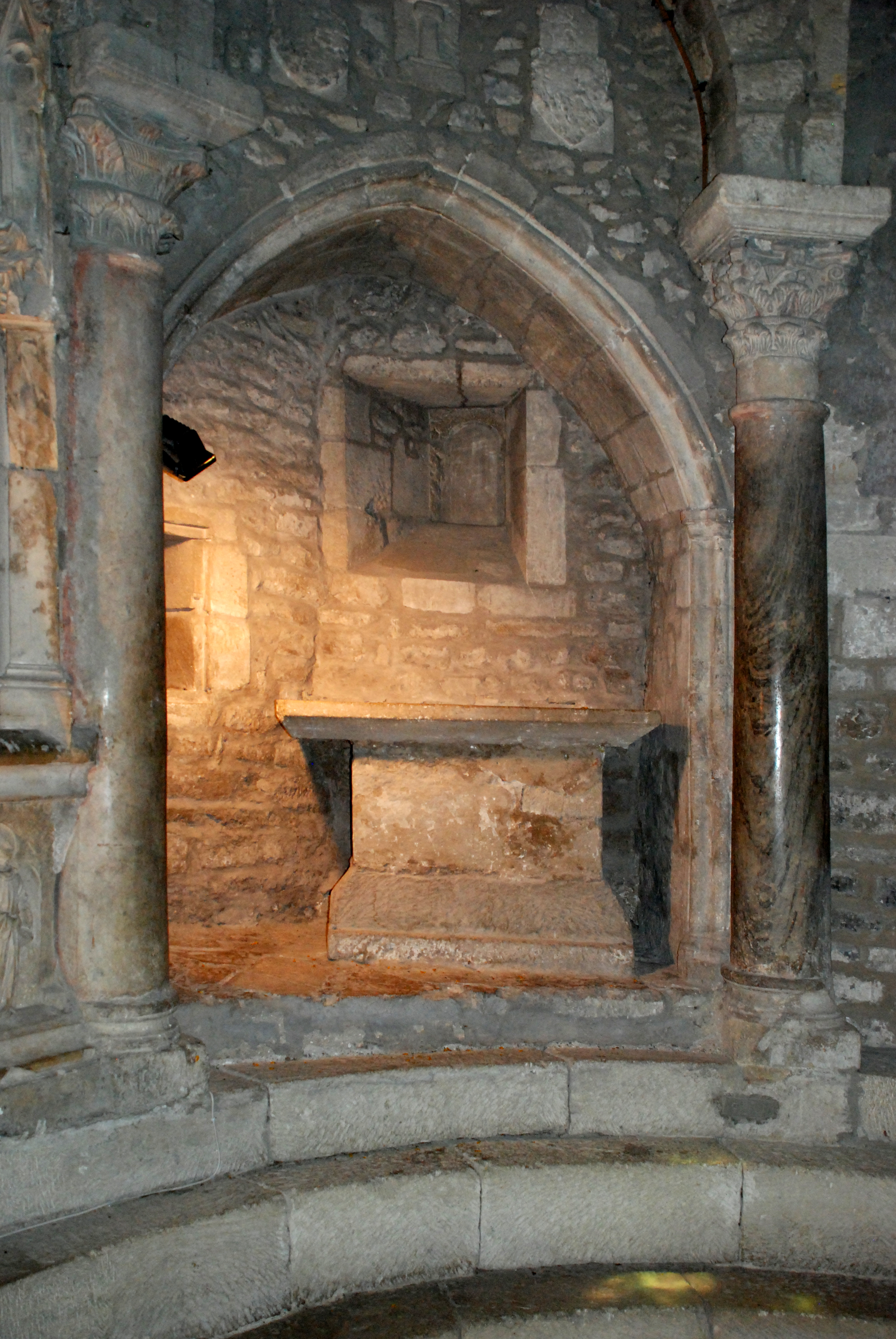
Niche flanquée de colonnes antiques.
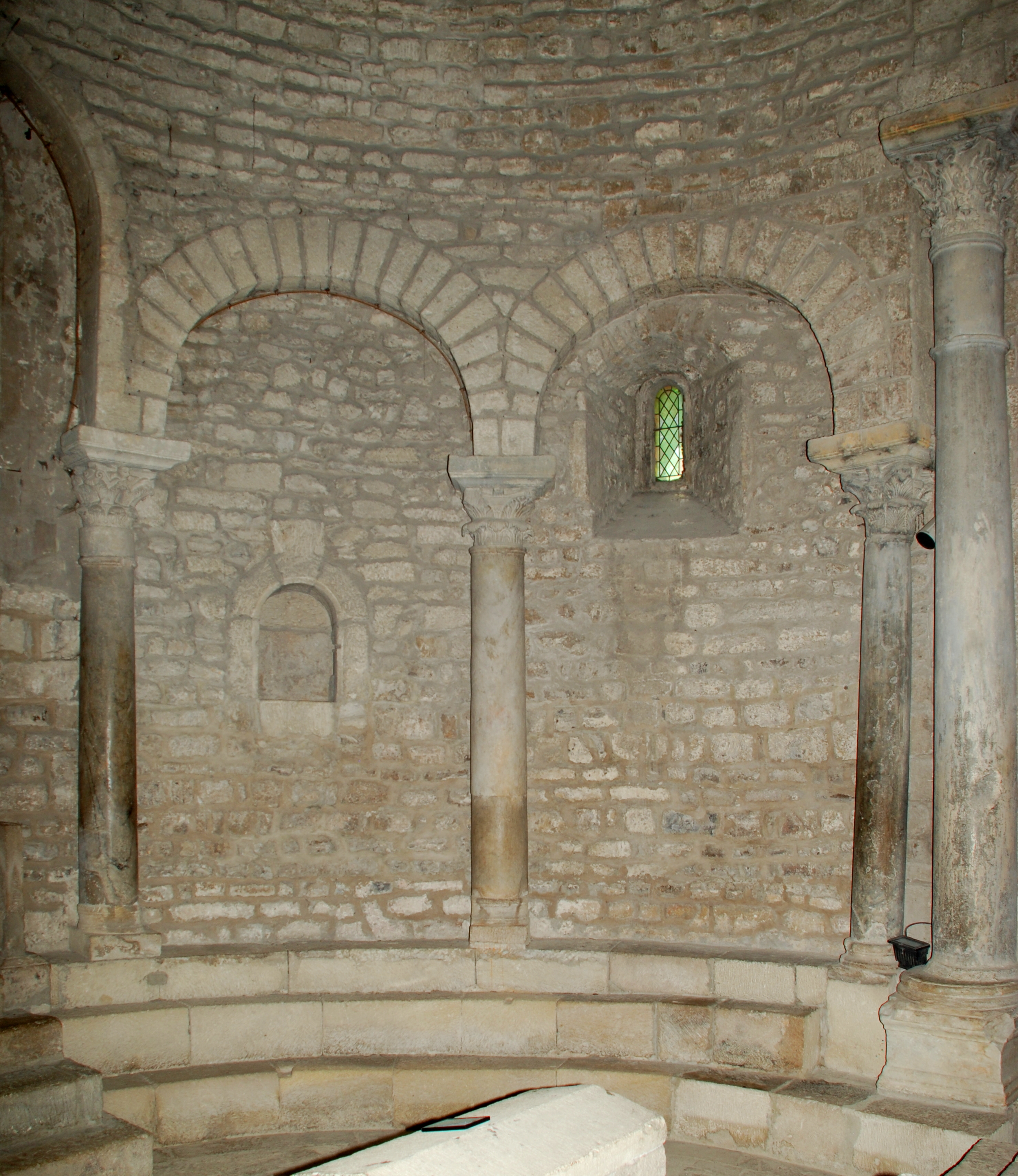
Arcatures soutenues par des colonnes antiques.
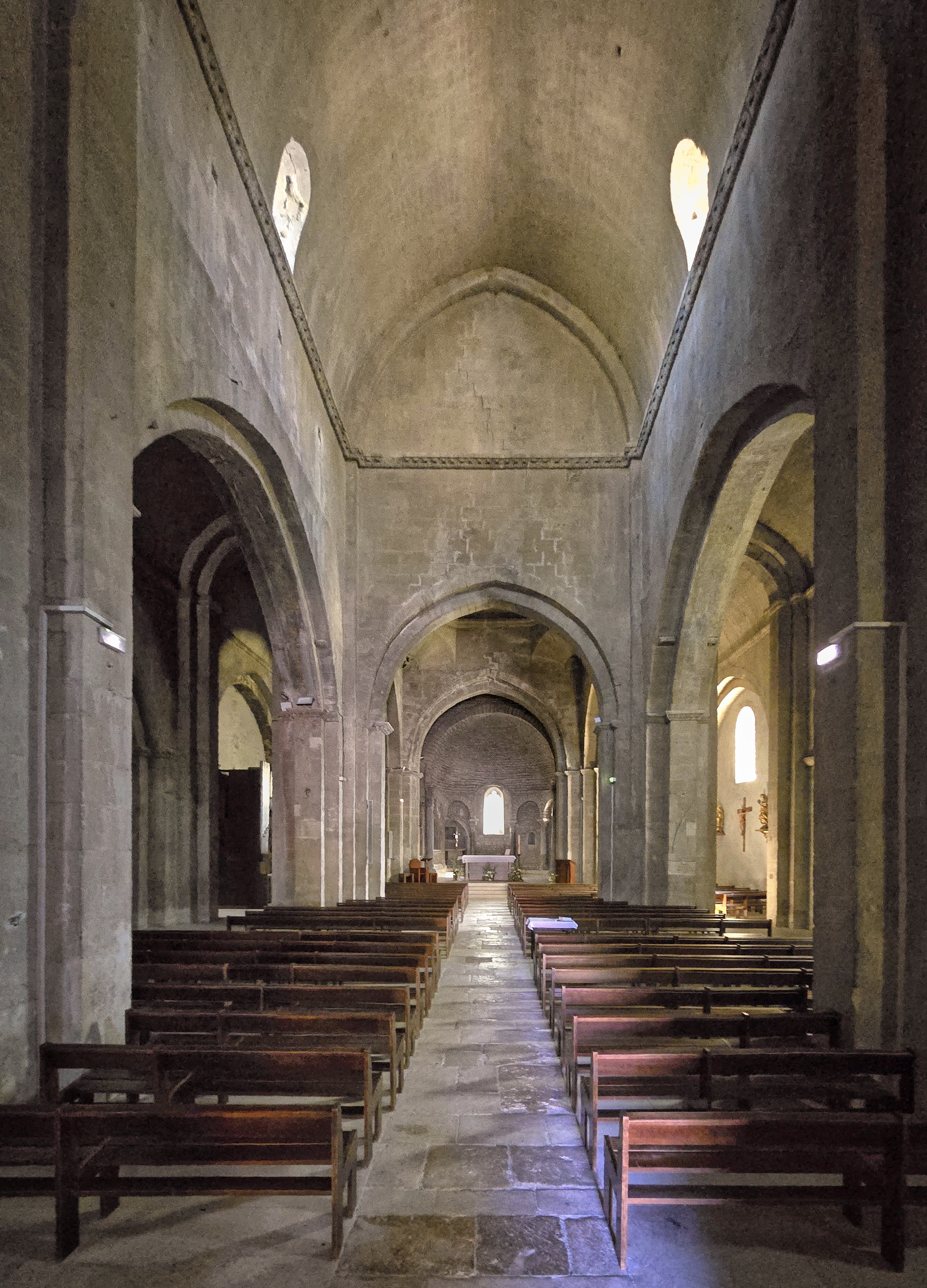
La nef.

### Nef et collatéraux
La cathédrale se compose d'une nef centrale de trois travées, flanquée de deux collatéraux sans transept. 
La nef est voûtée en berceau brisé sur doubleaux tandis que les collatéraux ont des voûtes rampantes. 